# Грейс Харбър
 Тази статия е за залива.  За окръга в САЩ вижте Грейс Харбър (окръг).  
Грейс Харбър (на английски: Grays Harbor) е залив на Тихия океан, разположен на северозападното крайбрежие на Съединените американски щати, щата Вашингтон. Той е образуван при заливането на част от долината на река Шъхейлис в края на последния ледников период. Реката се влива в най-източния край на Грейс Харбър, при град Абърдийн.